# Perbone
Perbone (Parbùn nel dialetto locale, Perbàun in dialetto modenese) è una località di Farneta, nel comune di Montefiorino, cittadina dell'Appennino modenese.

## Storia e caratteristiche

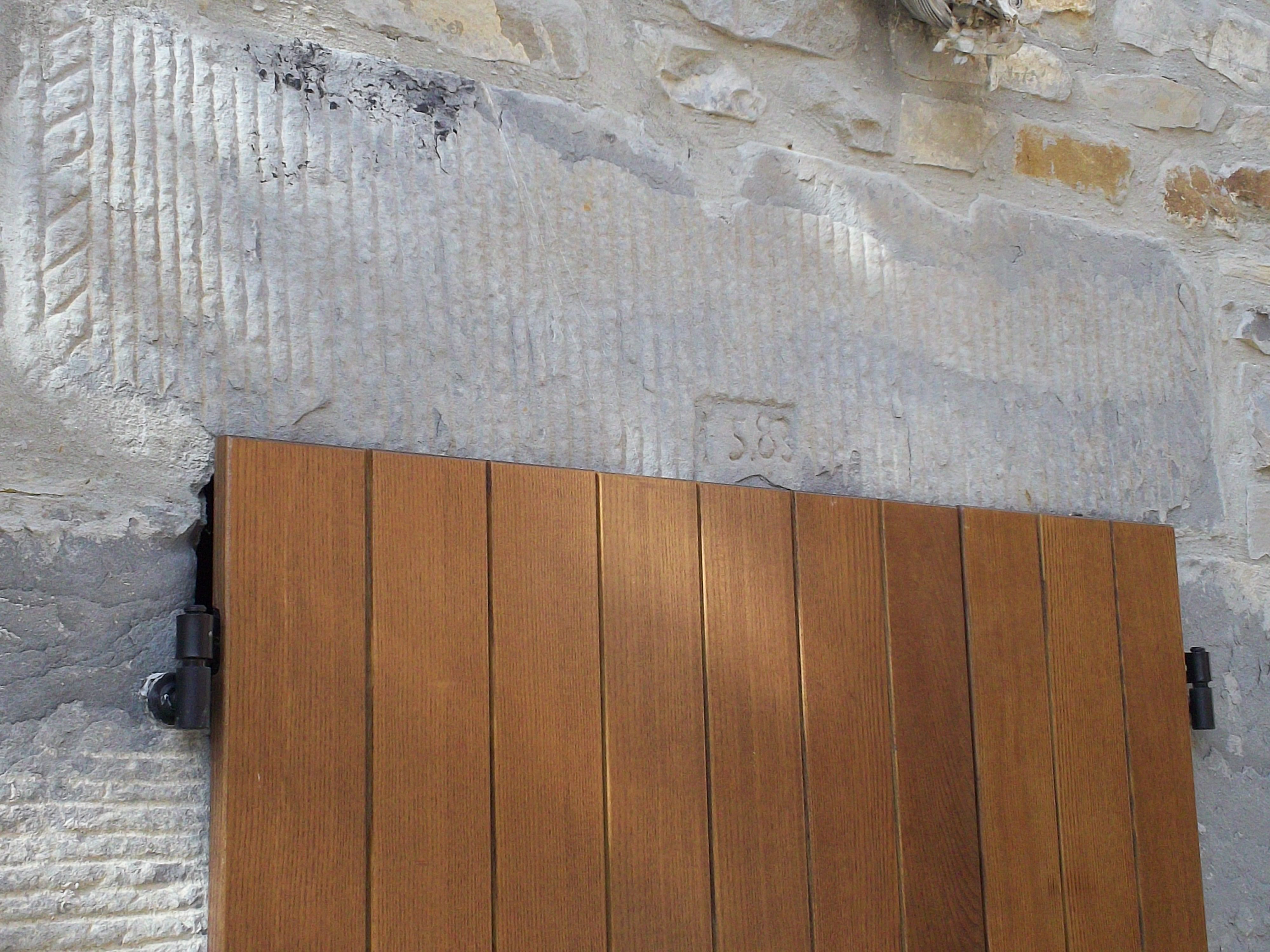
Stipite di un'abitazione perbonese (probabile riferimento all'anno di costruzione della medesima nel 1583)

Perbone è un'antica borgata sulle colline frignanesi dell'Italia settentrionale costituita da abitazioni edificate in stile celtico, delle quali alcune sembrerebbero risalire alla fine del XVI secolo.
In passato il villaggio fu abitato da diversi nuclei familiari, estendendosi in ulteriori insediamenti limitrofi: Pramaggio (502 m s.l.m. - risalente al 1929 e così denominato in funzione del torrente Rio Maggio che scorre a poca distanza) e La Vignóla (non distante dall'alveo del fiume Dolo), arrivando a contare diverse decine di abitanti nell'immediato dopoguerra. Similmente a molte altre realtà dell'Appennino Modenese, a partire dagli anni '60 si è registrata una migrazione di larga parte degli abitanti verso i principali centri industriali della Valle del Secchia e del Nord Italia in genere che, insieme al naturale invecchiamento della popolazione, ha portato al suo quasi totale spopolamento. I dati indicano una popolazione residente di 36 unità nel 1961 e di 21 unità dieci anni più tardi.
Varie abitazioni sono state riassestate principalmente nel corso degli anni ottanta e novanta, prevalentemente a scopo di soggiorno finesettimanale (il più frequente), estivo e, in misura minore, invernale: al 2012 nella località perbonese risulta esservi un unico residente stabile.
Nelle vicinanze di Perbone si trovano la frazione di Macognano, il fiume Dolo, la centrale idroelettrica di Farneta e la frazione di cui fa parte.
Da segnalare, nel territorio di Perbone, una maestà dedicata alla Maria Vergine realizzata nel 1934 e un'antica fonte di acqua sorgiva: "La Canalina".

## Clima
A partire dalla fine del XX Secolo Perbone e il suo territorio hanno subito un mutamento notevole del proprio clima, con aumenti significativi delle temperature medie (+1,1 °C) ed estreme (in particolare durante la stagione estiva, + 2 °C) uniti a cambiamenti nei regimi stagionali e di intensità delle precipitazioni, producendo periodi di preoccupante siccità. Tuttavia gli inverni permangono rigidi con episodi nevosi e le estati relativamente fresche.

## Infrastrutture e trasporti
Perbone è lambita dalla strada comunale che collega la Via della Centrale di Farneta alla frazione di Macognano, in passato interessata da frane.

## Galleria d'immagini

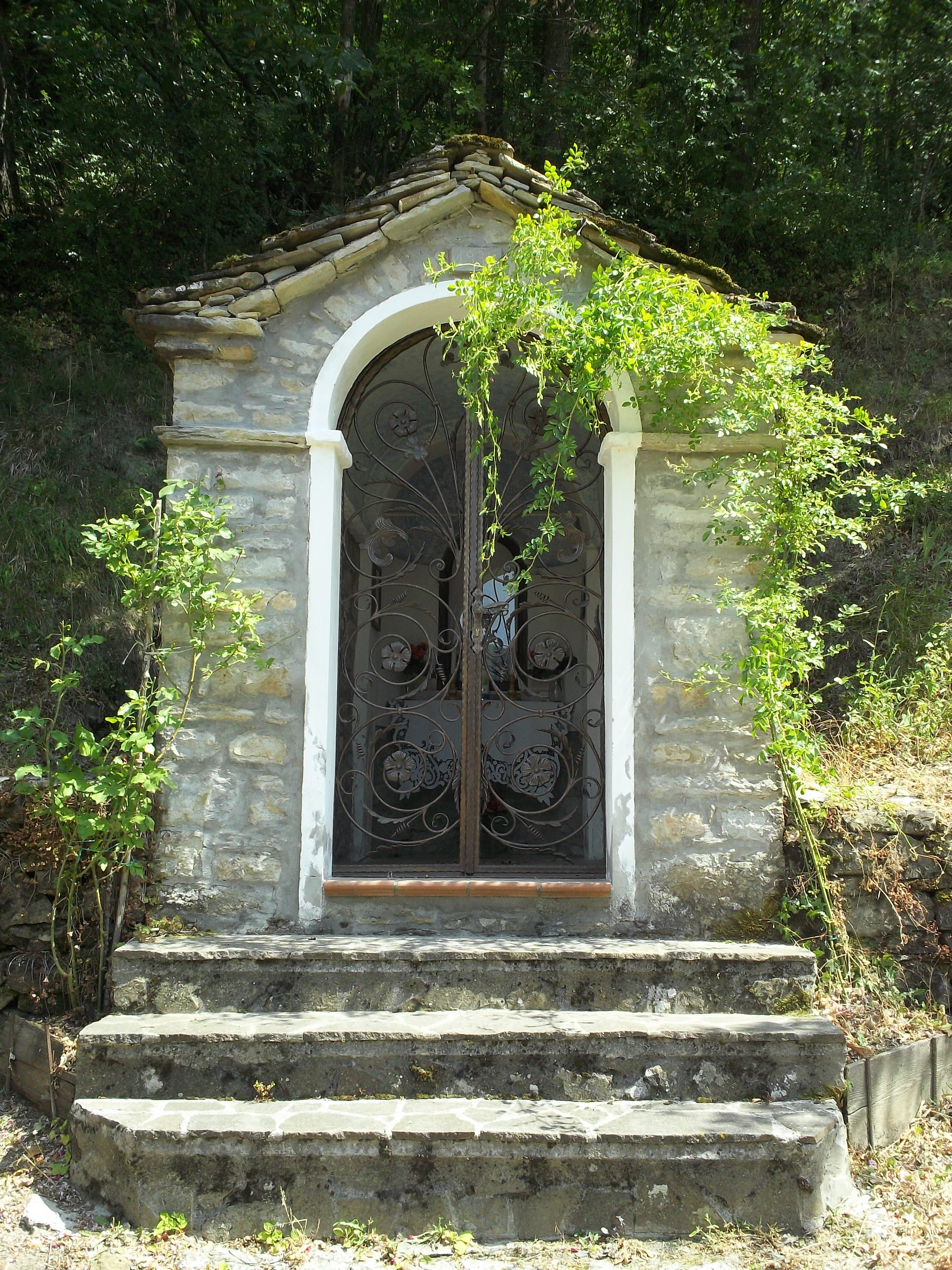
Maestà dedicata a Maria
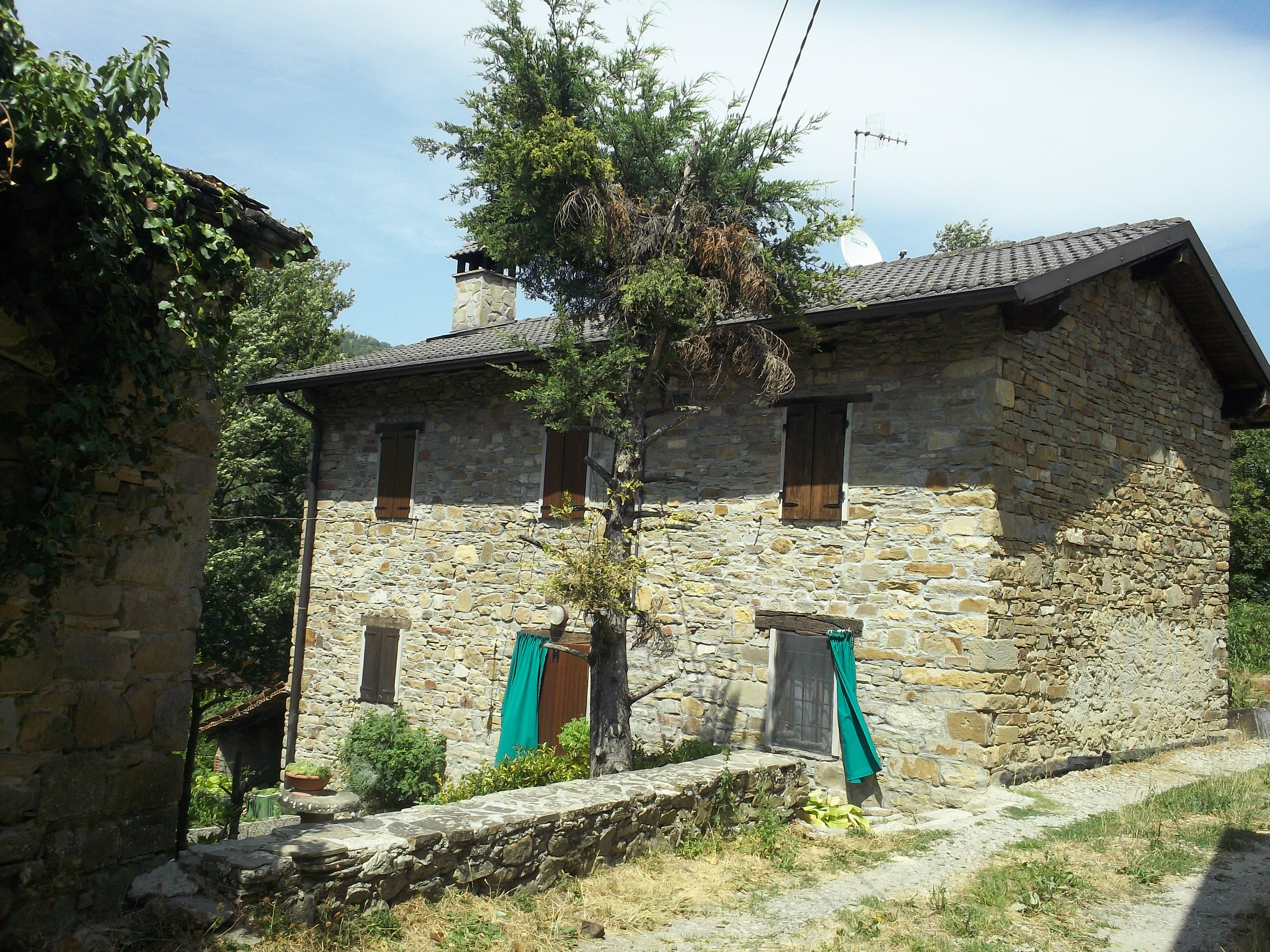
Tipica casa in sasso della località